# Gustaviansk stil

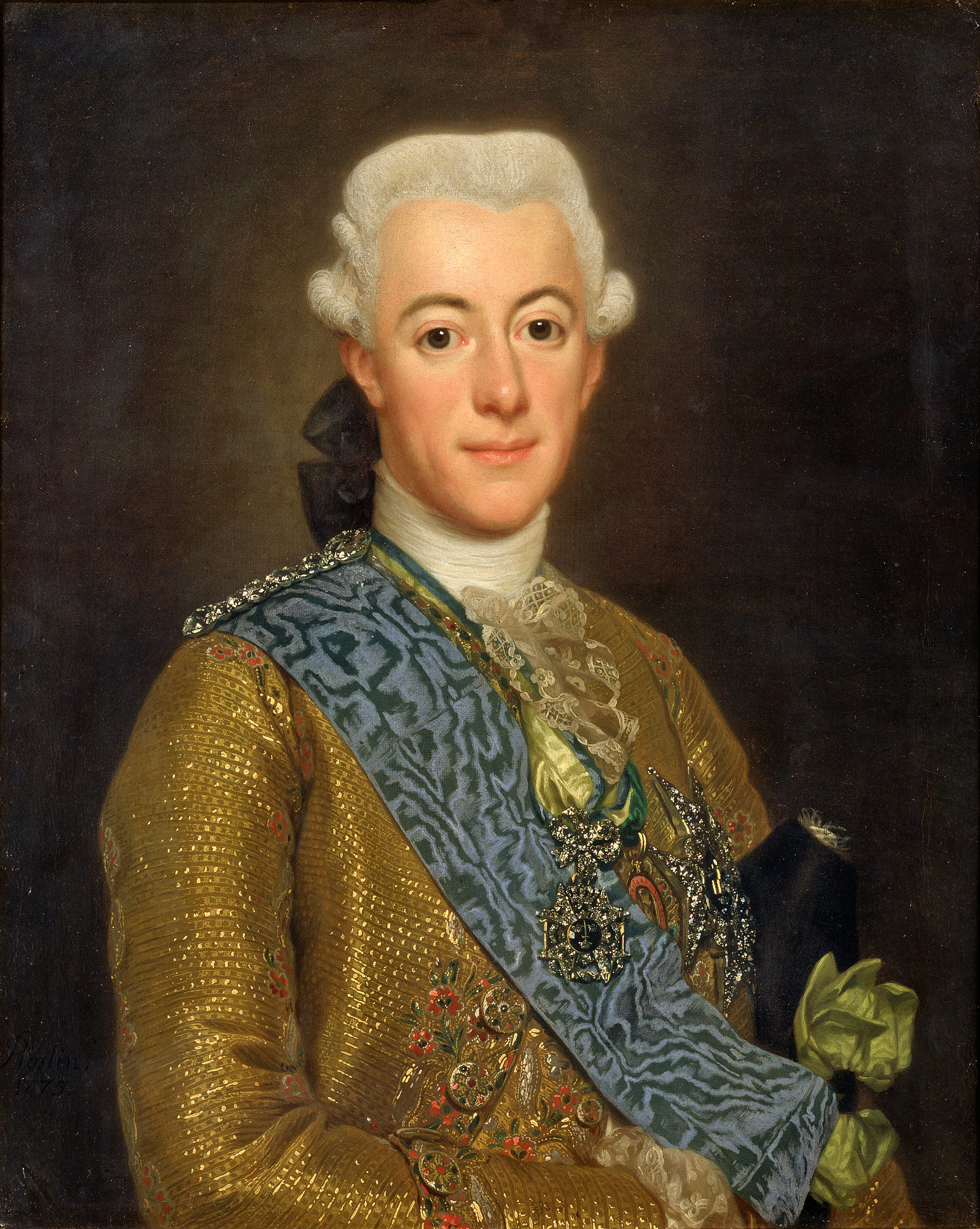
Den svenske kungen Gustav III har gett namn åt stilen.

Gustaviansk stil kallas den ledande stilen inom svensk arkitektur, inredning och konsthantverk under den gustavianska tiden. Gustaviansk stil är egentligen två på varandra följande, ganska närbesläktade stilar. Den äldre höggustavianska stilen är en svensk variant på den franska Louis seize-stilen (Ludvig XVI-stil) och bär vissa kvardröjande drag av rokoko. I Sverige är dess period cirka 1772–1785. Den yngre sengustavianska stilen rådde cirka 1785–1810. Den är den svenska motsvarigheten till nyklassicismen, i Frankrike kallad pompejansk stil. Även drag av directoir kan skönjas emellanåt. En av de mest berömda formgivarna var möbeltillverkaren Georg Haupt.
Stilen kännetecknas av strama former och dekorationer inspirerade av antiken.

## Arkitektur
Exempel på byggnader i gustaviansk stil är bland annat Gustav III:s paviljong i Hagaparken och  Svartå slott i Karis, Finland. Bland arkitekter verksamma i Sverige under denna tid kan följande nämnas: 
- Jean Eric Rehn
- Carl Fredric Adelcrantz
- Carl Christoffer Gjörwell d.y.
- Olof Tempelman
- Erik Palmstedt
- Louis Jean Desprez
- Carl Wilhelm Carlberg

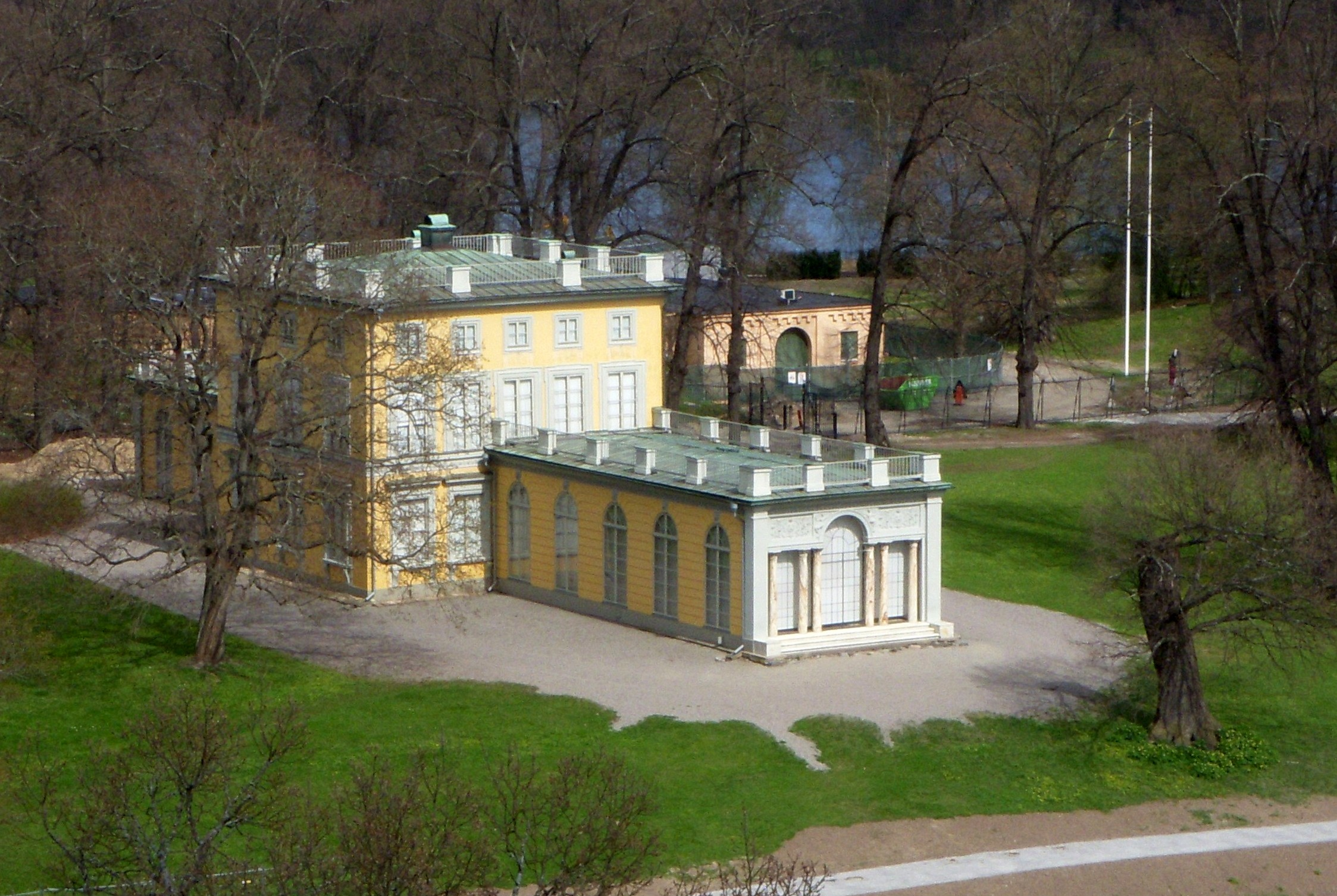
Gustav III:s paviljong i Hagaparken utanför Stockholm.
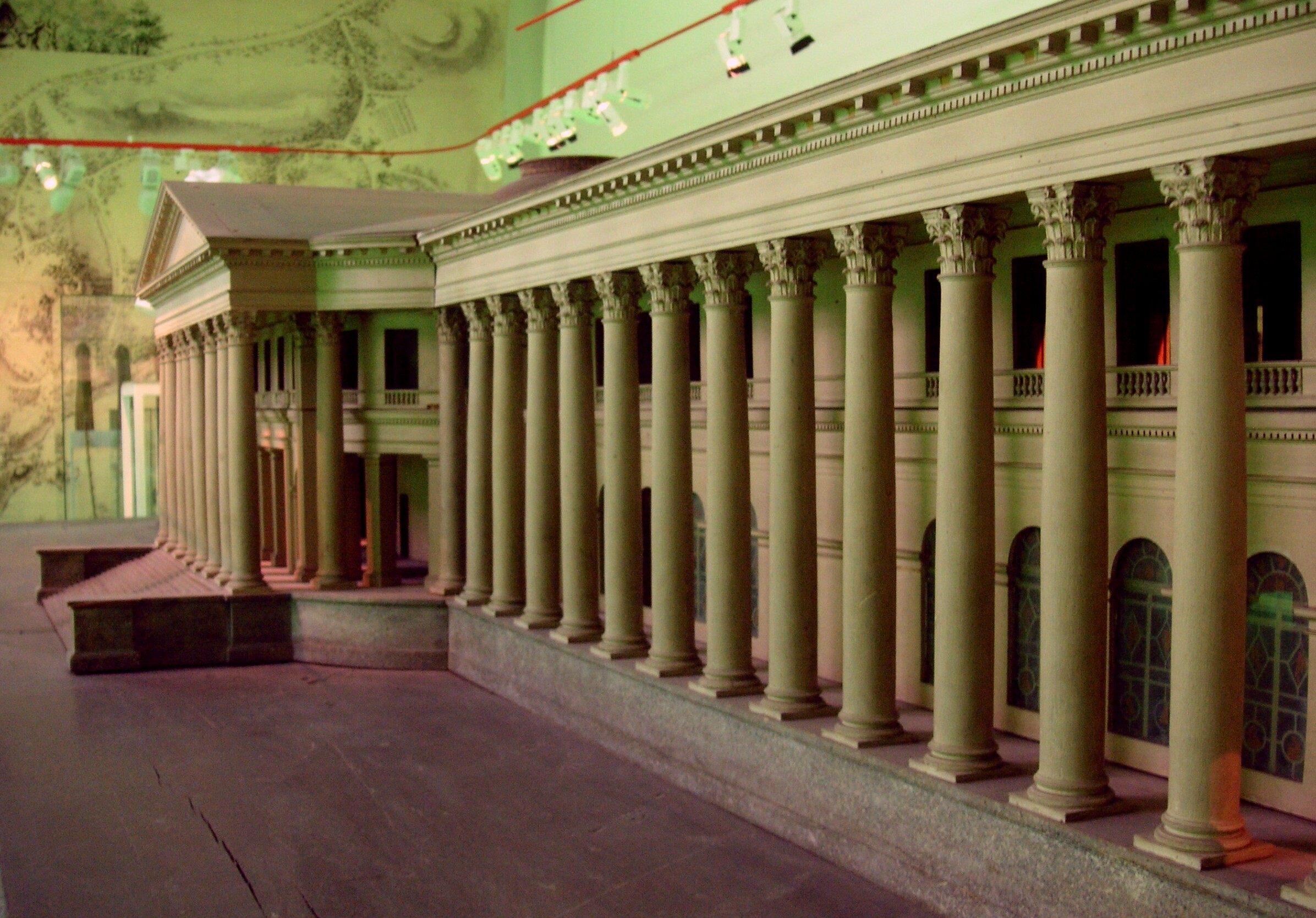
Det planerade Stora Haga slott i Hagaparken.
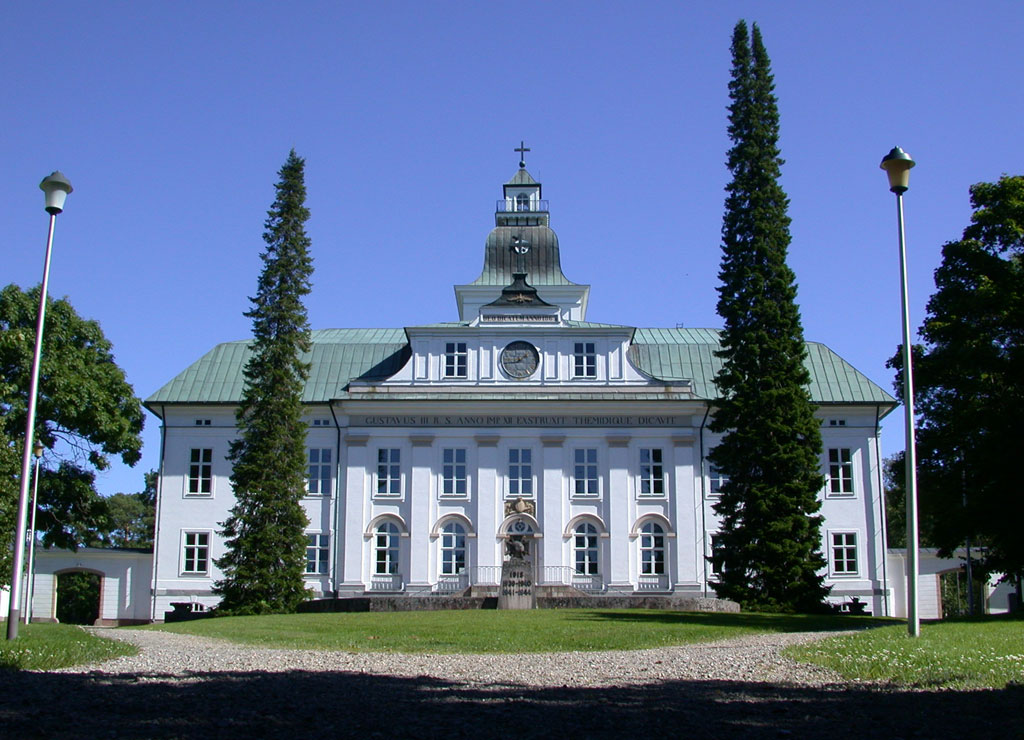
Korsholms kyrka, före detta hovrättsbyggnad i Vasa.
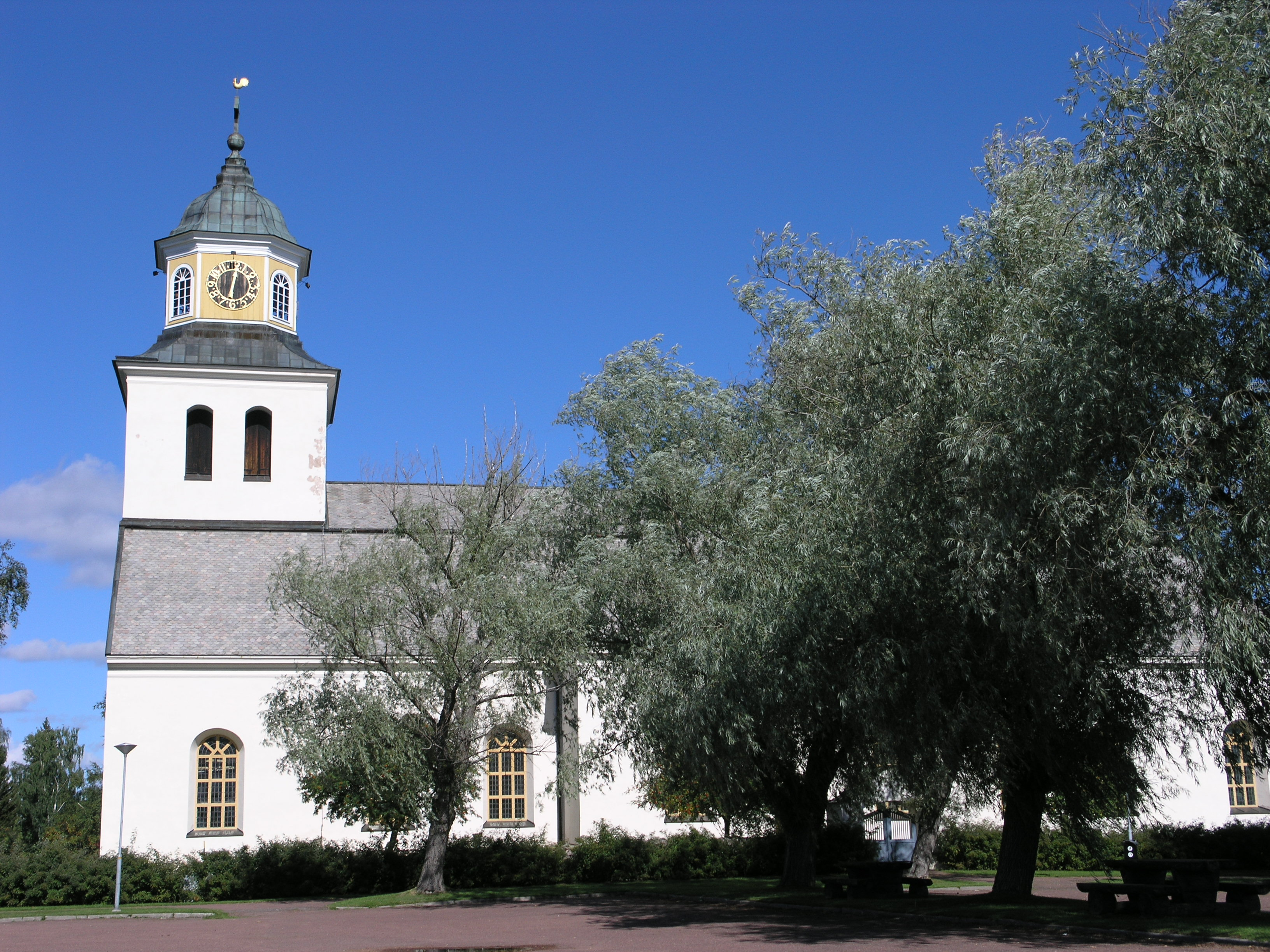
Sollerö kyrka.

## Inredning
Den gustavianska stilen innebar att man sökte sig tillbaka till antika stilideal. Rokokons asymmetriska ornament försvann, och man plockade in antika dekorelement som festonger, lagerkransar, ymnighetshorn, löpande hund-bårder med mera. De rokokomässigt S-formade möbelbenen ersattes med raka runda och kannelerade. Rokokons skala av pastellfärger ersattes av olika vita nyanser inspirerade av marmorstenens utseende.
Under sengustaviansk tid blir stilen mer sparsmakad. Ben och fötter får ett fyrkantigt genomsnitt och är ofta helt odekorerade. Över huvud taget blir släta ytor, ibland med enkla klassicerande element moderna. Runt 1790 sker också en förändring i influenserna för det svenska modet. Från att tidigare ha varit väldigt franskorienterat vände man sig nu efter revolutionen mer till England, och mahognymöbler, som tidigare inte alls hade varit moderna börjar nu göra sitt intåg. Empirestilen kom att ha ganska svårt att vinna insteg i Sverige. Gustav IV Adolf och de flesta inflytelserika svenska politiker vid den här tiden påfallande franskfientliga, och det var först efter revolutionen 1809 och Karl Johans utnämning till Svensk tronföljare som det franska inflytandet i konsten börjar återvända.
- Georg Haupt
- Louis Masreliez
- Gottlieb Iwersson
- Gustaf Adolf Ditzinger

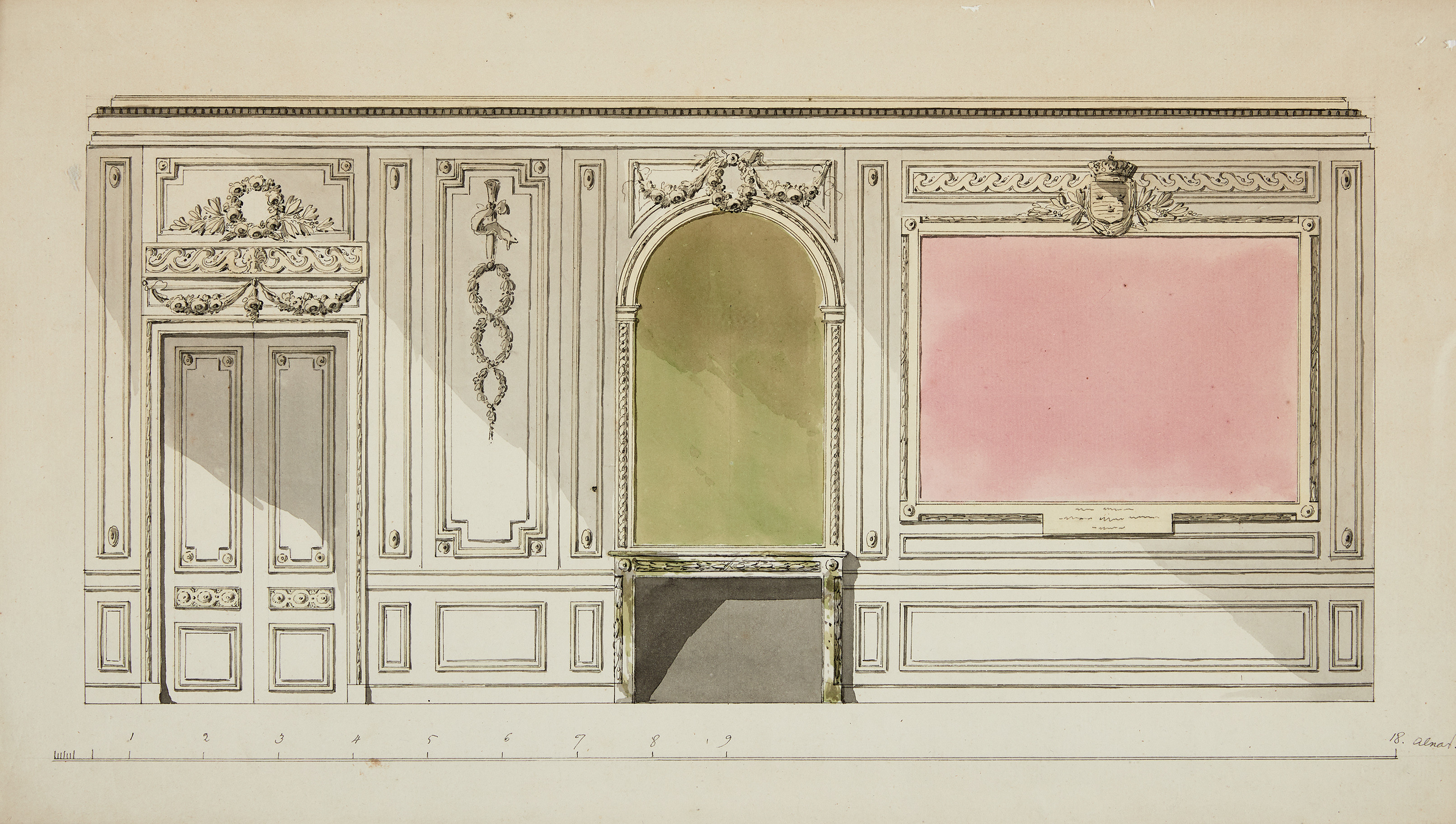
Inredningsskiss av Jean Baptiste Masreliez för en kunglig inredning. (1779)
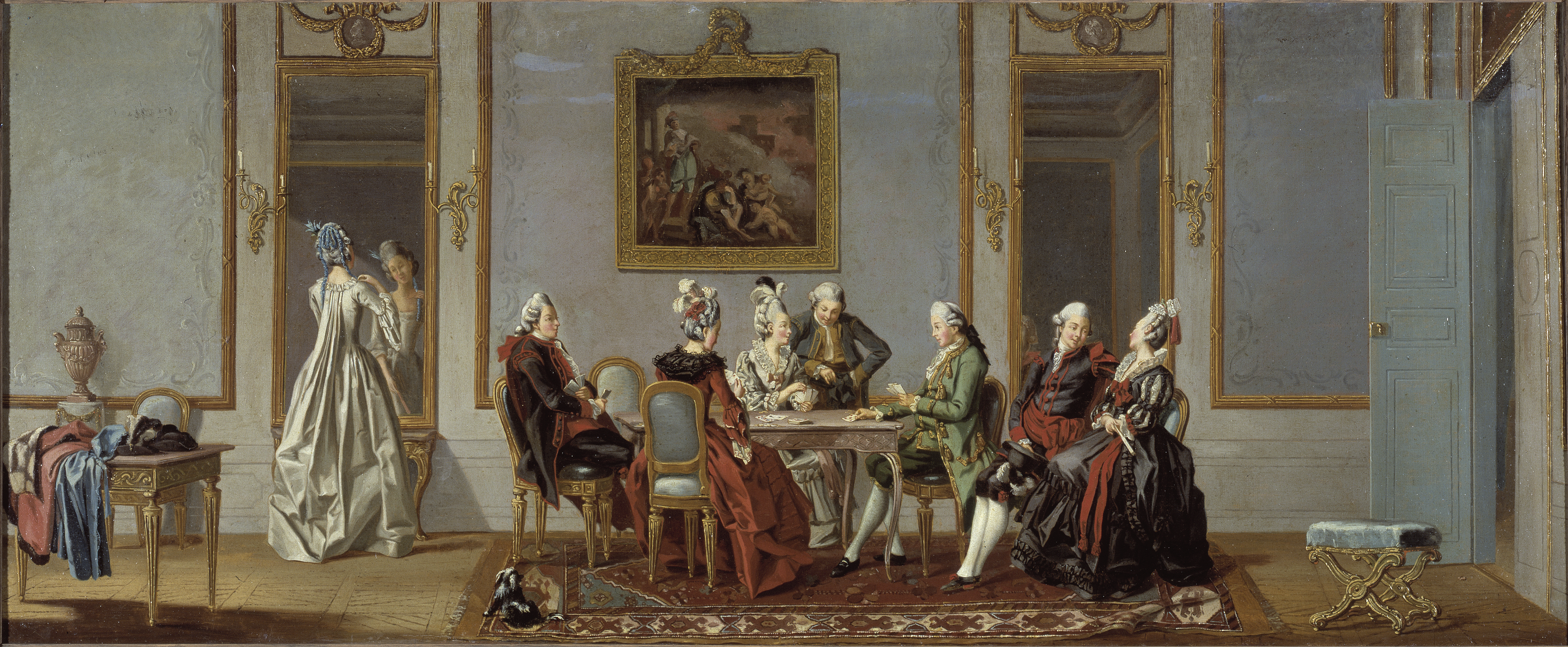
Målning av Pehr Hilleström, visar gustaviansk interiör. (1779)
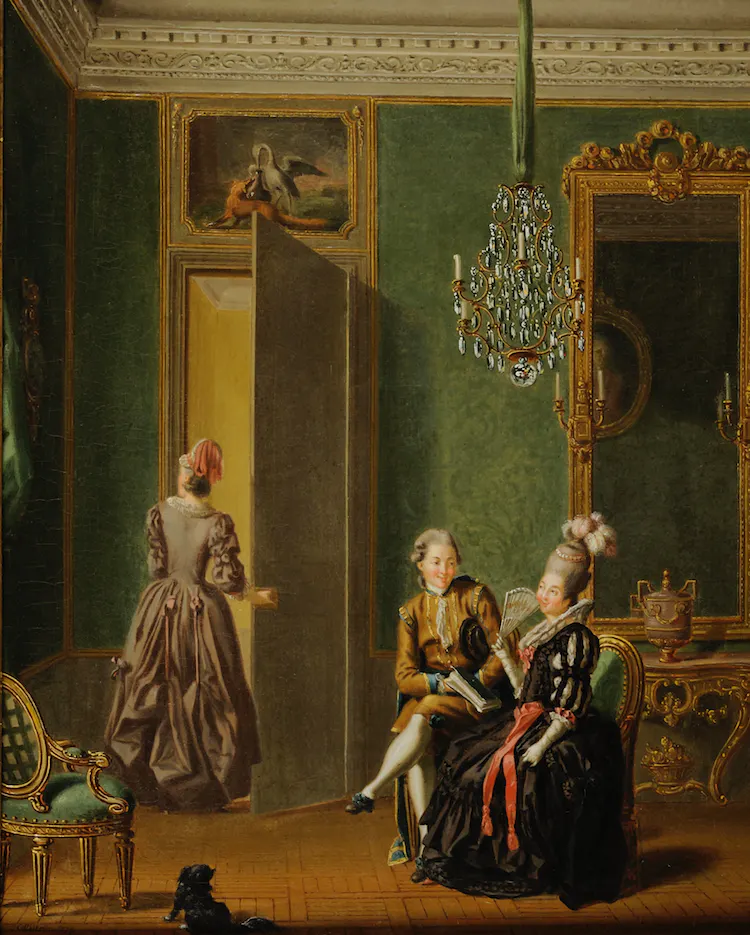
Interiör med samtalande par, av Hilleström. (1779)
Interiör med sällskap som lyssnar till musik, av Hilleström. (1779)
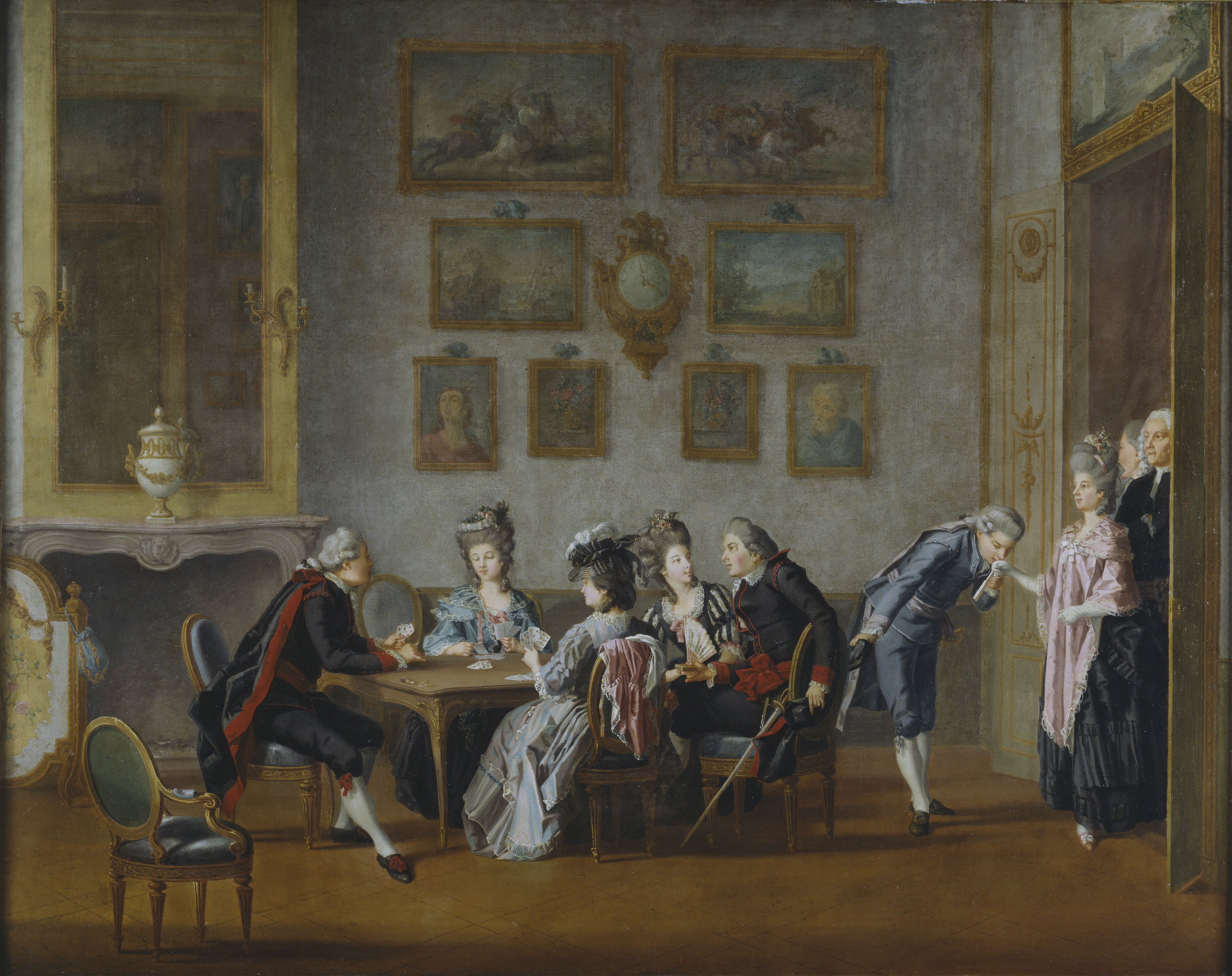
Interiör av Hilleström, som visar en interiör från Elis Schröderheims hus. (1782)
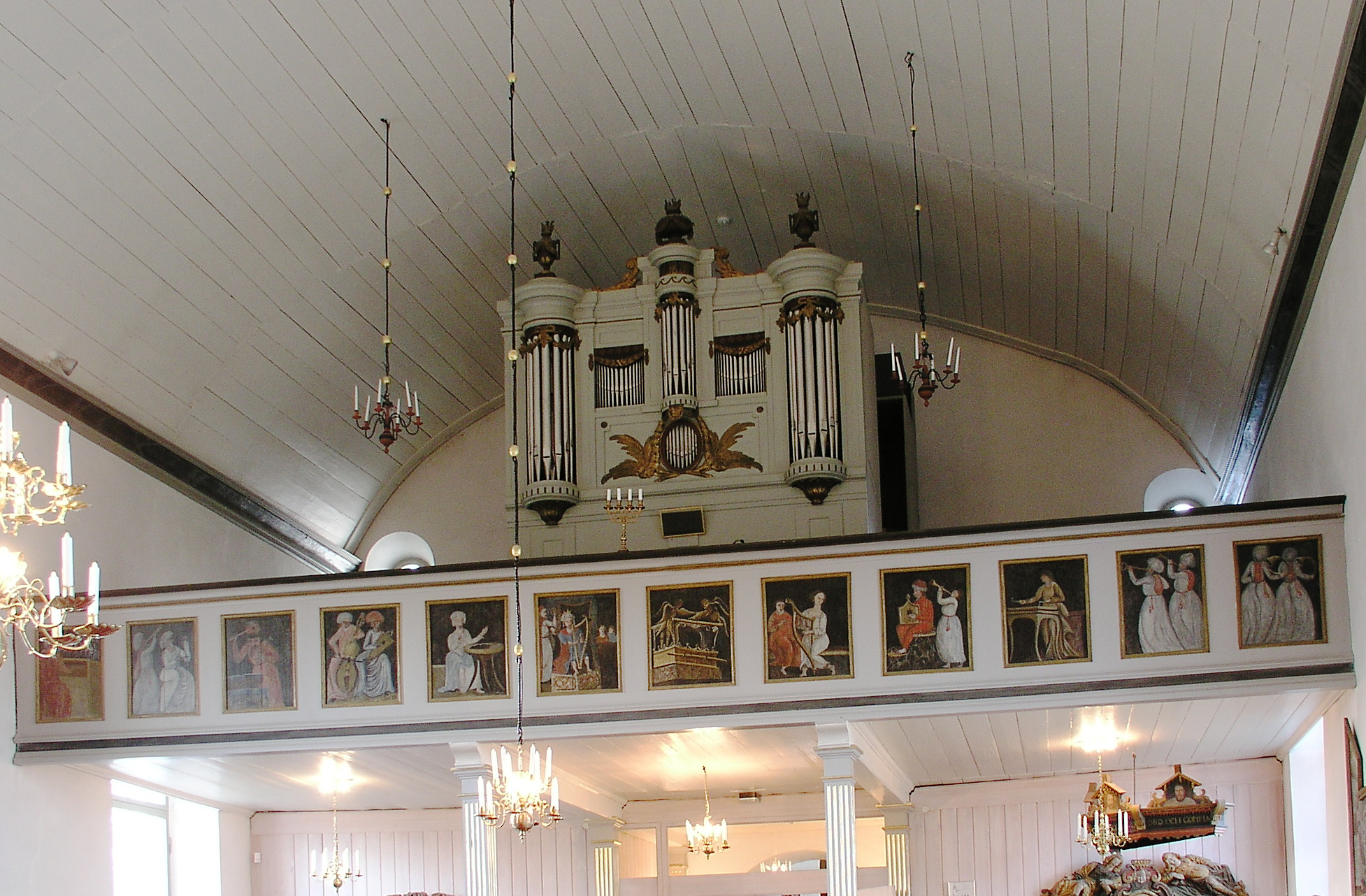
Orgelfasad i Rystads kyrka. (1780-tal)
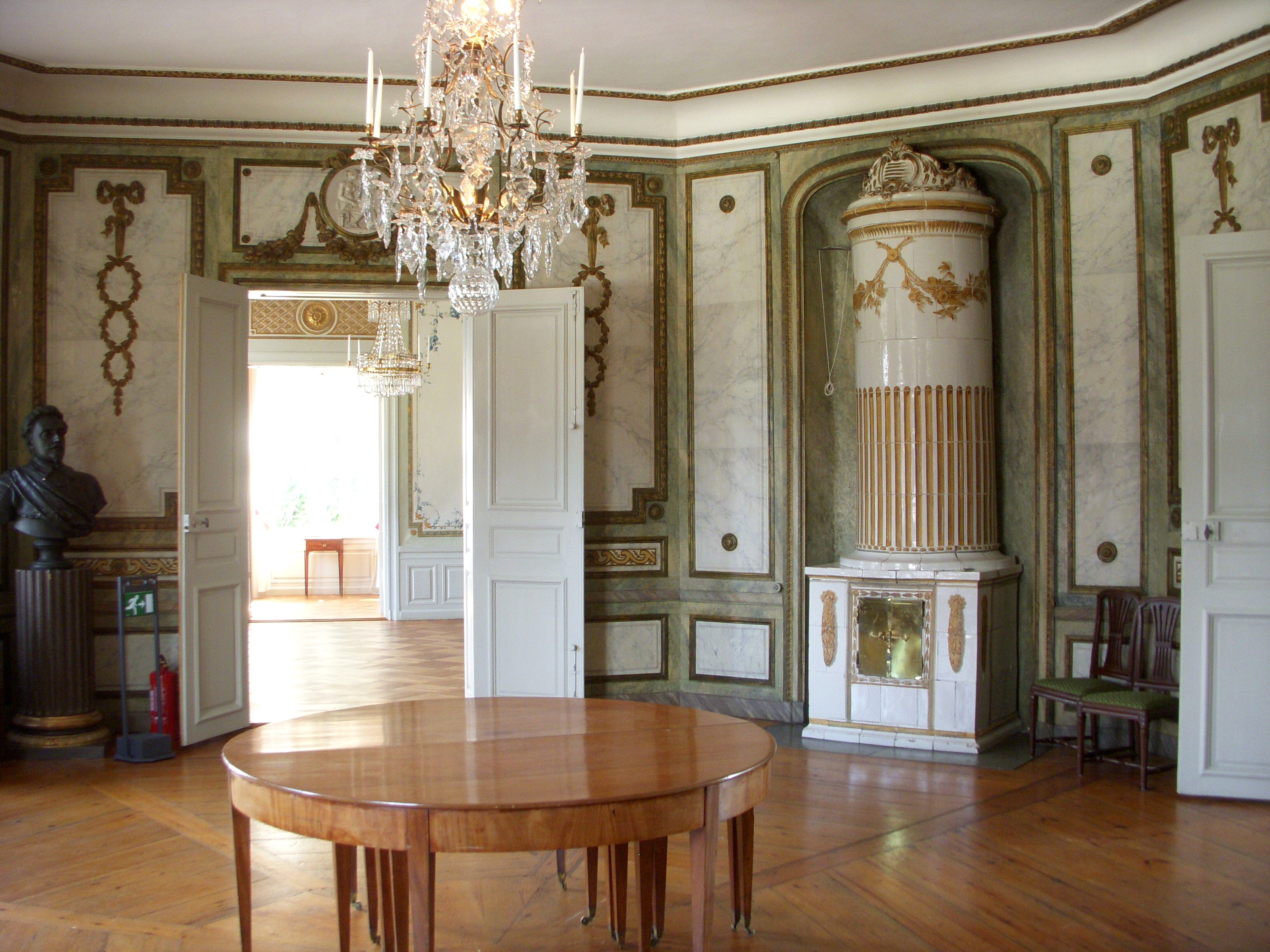
Centralrummet på Sturehovs slott. (1780-tal)
Byrå fanerad med jakaranda- och rosenträ, skiva av ölandskalksten, 1780-talet. Hallwylska museet, Stockholm.
Porträtt av Gustav III, 1780-tal.
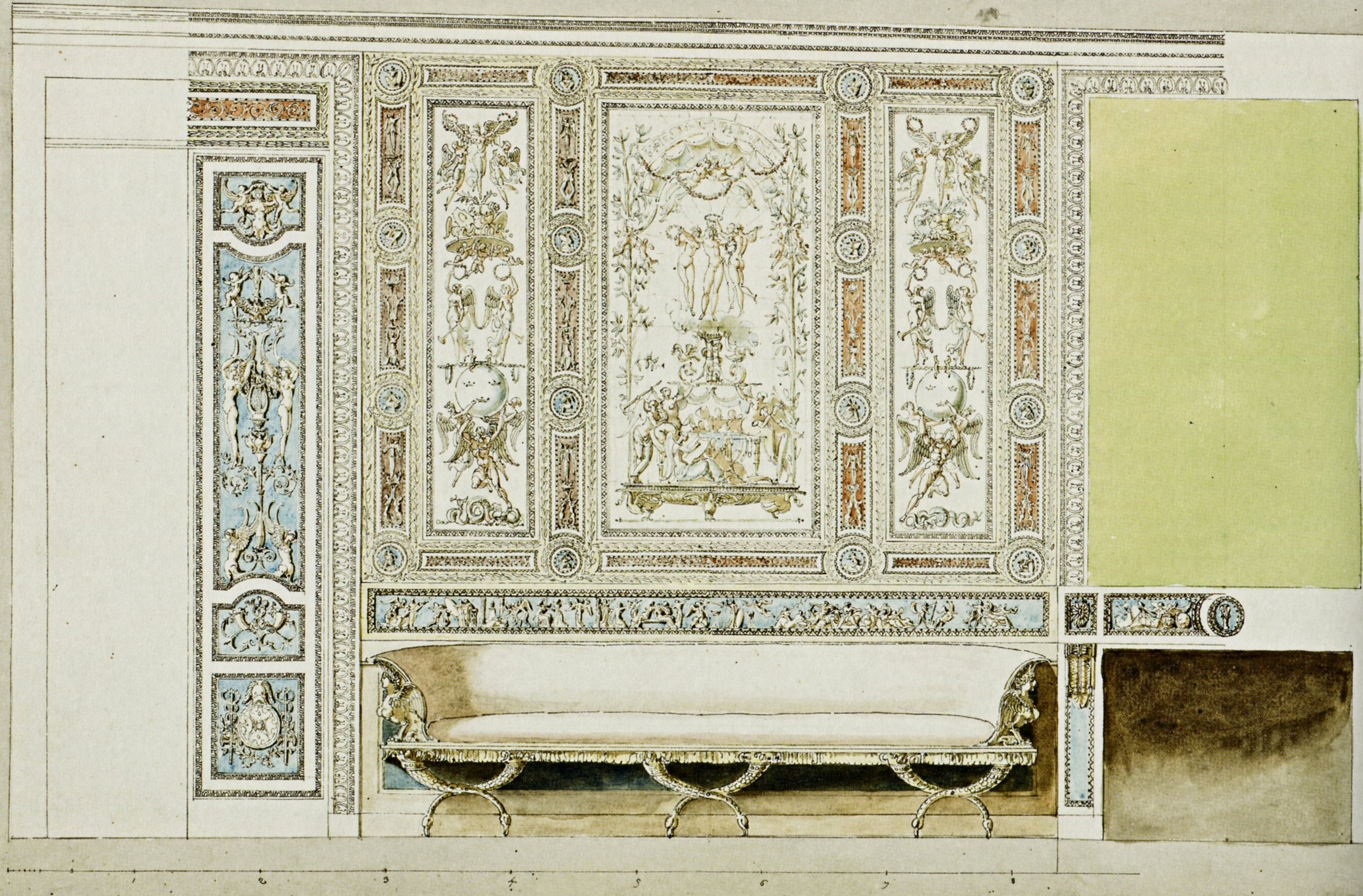
Ritning för fondväggen i Stora salongen på Gustav III:s paviljong, av Louis Masreliez. (1790)

## Konst och konsthantverk
Se även
- Konstakademien
- Pehr Zethelius
- Pehr Hilleström
- Lorens Gottman
- Alexander Roslin
- Ulrika Pasch
- Peter Adolf Hall
- Johan Tobias Sergel